# Не трогай белую женщину
«Не трогай белую женщину» (фр. Touche pas a la femme blanche) — кинофильм.

## Сюжет
Будущий национальный герой США Джордж Армстронг Кастер (Марчелло Мастроянни) призван уничтожить индейцев, которые, по мнению финансовых воротил, являются препятствием на пути развития американской экономики.
Фильм снят как абсурдный вестерн по мотивам реальной истории покорения белыми американцами индейских племён. В фильме намеренно смешаны признаки XIX и XX веков, в частности, президентом США является Ричард Никсон, а многие реальные исторические фигуры XIX века поданы с неожиданной стороны. Так, например, Буффало Билл, Джордж Армстронг Кастер и вождь Сидящий Бизон — реальные персонажи американской истории. Индейцы в фильме — хиппи и контркультурщики, изучением которых Феррери увлекся, работая в США. Гигантский котлован, где происходит действие — это строящийся парижский гипермаркет Les Halles, под который был снесен целый квартал, бывший «чревом Парижа». Восстание индейцев — аллегория Майских событий во Франции 1968 года.

## В ролях
- Катрин Денёв — Мари-Элен де Буа-Монфре
- Марчелло Мастроянни — генерал Джордж Армстронг Кастер
- Уго Тоньяцци — Митч Бойер
- Мишель Пикколи — Буффало Билл
- Филипп Нуаре — генерал Терри
- Ален Кюни — вождь Сидящий Бизон
- Серж Реджани — Сумасшедший индеец
- Дарри Коул — майор Арчибальд
- Паоло Вилладжо — агент ЦРУ
- Франко Фабрици — Том

## Съёмочная группа
- Режиссёр: Марко Феррери
- Продюсер: Жан-Пьерр Расам, Ален Сард
- Сценарист: Рафаэль Аскона, Марко Феррери
- Композитор: Филипп Сард
- Оператор: Этьен Беккер